# Kalle Anka Maxi
Kalle Anka Maxi var en serie 100-sidiga häften med disneyserier som utkom under perioden 1987-1996 med totalt 18 nummer. Vart och ett av häftena samlade serierna från tre nummer av Walt Disney's serier, Kalle Anka Extra eller Musse Pigg & C:o.

## Utgivning
Utgivningen svarade Serieförlaget och under åren 1990-1992 ingick serien även i 1990-tals-versionen av Walt Disney's serier.
| Nummer | Utgiven | Innehåller                                        | Anmärkning                                 |
| ------ | ------- | ------------------------------------------------- | ------------------------------------------ |
| 1      | 1987    | Walt Disney's serier (WDS) 2 & 9/1971 samt 2/1972 |                                            |
| 2      | 1987    | WDS 5, 8 & 11/1971                                |                                            |
| 3      | 1988    | WDS 10 & 11/1972 2/1973                           |                                            |
| 4      | 1988    | WDS 4, 6 & 7/1973                                 |                                            |
| 5      | 1989    | WDS 8/1973 samt 3 & 6/1974                        |                                            |
| 6      | 1989    | WDS 3, 4 & 6/1975                                 |                                            |
| 7      | 1990    | WDS 1, 7 & 8/1975                                 |                                            |
| 8      | 1990    | WDS 3, 9 & 10/1976                                | Ingår som nummer 3 i Walt Disney's serier  |
| 9      | 1991    | WDS 2, 5 & 6/1977                                 | Ingår som nummer 6 i Walt Disney's serier  |
| 10     | 1991    | WDS 7, 8 & 9/1977                                 | Ingår som nummer 9 i Walt Disney's serier  |
| 11     | 1992    | Kalle Anka Extra (KAE) 3, 4 & 8/1978              | Ingår som nummer 11 i Walt Disney's serier |
| 12     | 1993    | KAE 4, 5 & 8/1979                                 |                                            |
| 13     | 1994    | Musse Pigg & C:o (MP) 3, 4 & 5/1980               |                                            |
| 14     | 1994    | MP 1, 2 & 3/1981                                  |                                            |
| 15     | 1995    | MP 4, 6 & 8 1981                                  |                                            |
| 16     | 1995    | MP 2, 3 & 4 1982                                  |                                            |
| 17     | 1996    | MP 8, 9 & 10 1982                                 |                                            |
| 18     | 1996    | MP 3, 4 & 5 1983                                  |                                            |